# Цабель, Рик
Рик Цабель (нем. Rick Zabel; род. 7 декабря 1993, Унна, земля Северный Рейн-Вестфалия, Германия) — немецкий профессиональный шоссейный велогонщик, выступающий за команду Katusha–Alpecin. Сын Эрика Цабеля.

## Достижения
2009
- 1-й  — Чемпион Германии по трековым велогонкам среди кадетов в мэдисоне

2010
- 3-й на Чемпионате Германии по трековым велогонкам среди юниоров в гонке по очкам
- 3-й на Чемпионате Германии по трековым велогонкам среди юниоров в командной гонке преследования
- 3-й на Чемпионате Германии по трековым велогонкам среди юниоров в мэдисоне

2011
- 5-й на Чемпионате мира по шоссейному велоспорту среди юниоров в групповой гонке

2012
- 1-й  — Чемпион Германии по шоссейному велоспорту среди мужчин в возрасте до 23 лет в групповой гонке

2013
- 1-й на этапе 5 Тура Нормандии
- 1-й на Туре Фландрии среди мужчин в возрасте до 23 лет
- 7-й на Münsterland Giro

2014
- 1-й на этапе 1 (ТТТ) Джиро дель Трентино

2015
- 1-й на этапе 3 Тура Австрии

2017
- 2-й на Эшборн — Франкфурт (Eschborn-Frankfurt City Loop)

## Статистика выступлений наГранд Турах
| Гранд Тур | 2015 | 2016 | 2017 |
| --------- | ---- | ---- | ---- |
| Джиро     | 142  | 140  | -    |
| Тур       | -    | -    |      |
| Вуэльта   | -    | -    |      |